# Neil Codling
Neil Codling (Warwickshire, 5 de Dezembro de 1973) é um músico inglês, mais conhecido como teclista da banda Suede.
Neil, primo do então baterista dos Suede Simon Gilbert, entrou para a banda em 1995, aquando da gravação do terceiro álbum Coming Up. Em 2001, Codling deixou a banda alegando síndrome da fadiga crónica.